# Euphyia coniophylla
Euphyia coniophylla är en fjärilsart som beskrevs av Turner 1922. Euphyia coniophylla ingår i släktet Euphyia och familjen mätare. Inga underarter finns listade i Catalogue of Life.